# 波根西村
波根西村（はねにしむら）は、島根県安濃郡にあった村。現在の大田市の一部にあたる。

## 地理
大原川の下流部に位置していた。
- 海洋：日本海[1]

## 歴史
- 1889年（明治22年）4月1日、町村制の施行により、安濃郡 波根西村が単独で村制施行し、波根西村が発足[1][2]。
- 1904年（明治37年）久手浦漁協組合設立[1]
- 1905年（明治38年）久手郵便局開設[1]
- 1913年（大正2年）久手信用組合設立[1]
- 1914年（大正3年）11月、全村で電気が開通[1]。
- 1935年（昭和10年）9月25日 - 村の沖合で出漁中の漁船団が竜巻に遭遇。15隻が沈没して乗組員62人が死亡[3]。
- 1937年（昭和12年）5月28日、安濃郡刺鹿村と合併して久手町を新設して廃止された[1][2]。

### 地名の由来
須佐能男尊の子、建神岩坂彦命が国を巡った際に、出雲国の端根なりと語ったことによる。神亀3年（726年）波根に改めた。

## 産業
- 農業、漁業[1]。

## 交通

### 鉄道
- 1915年（大正4年）7月11日 - 山陰本線が石見大田駅（現大田市駅）まで開通し、波根駅、久手駅が開業[1]。

## 港湾
- 久手港、柳瀬漁港[1]